# Stockard Channing

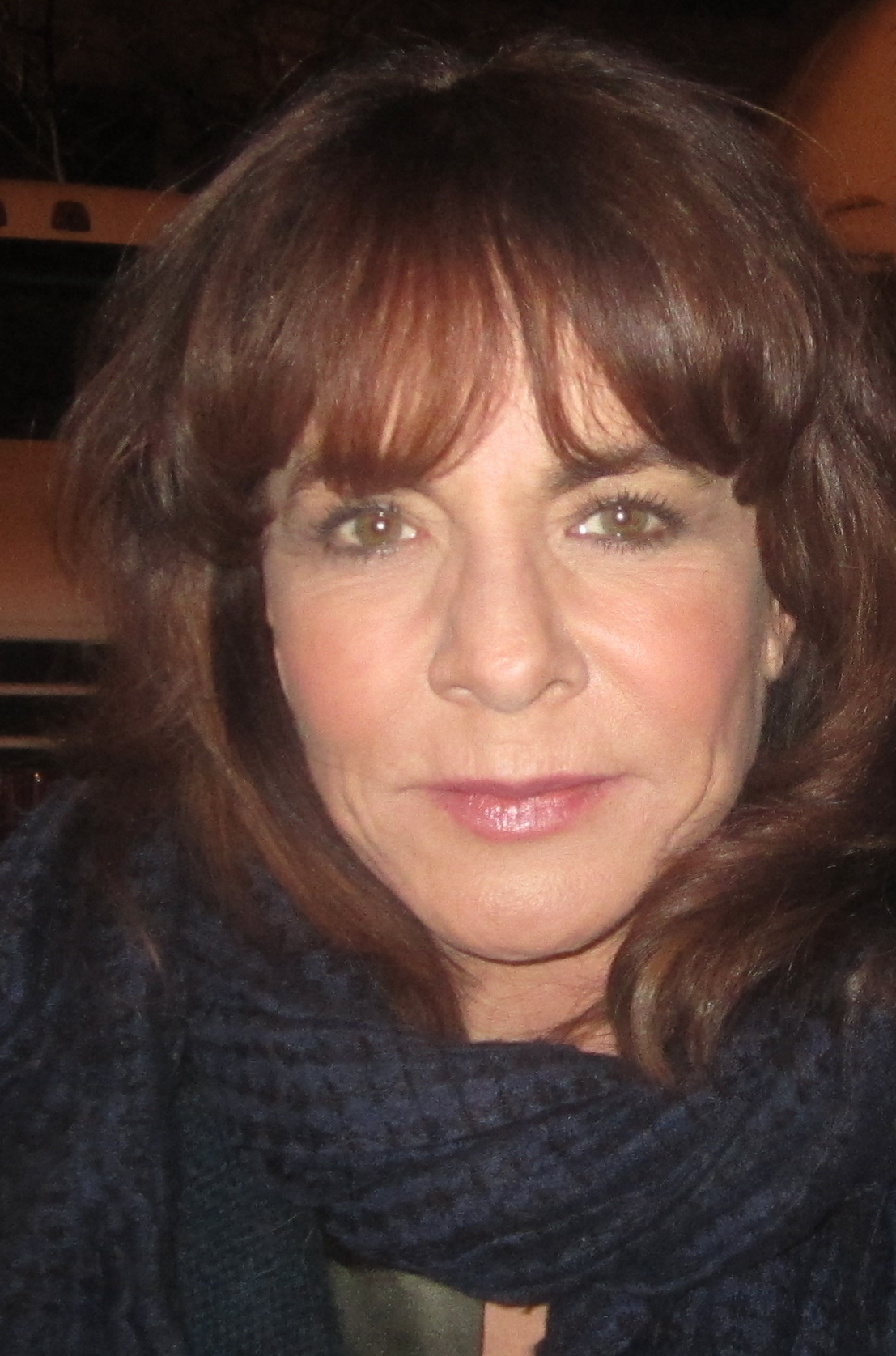
Stockard Channing 2011.

Stockard Channing, ursprungligen Susan Antonia Williams Stockard, född 13 februari 1944 i New York, är en amerikansk skådespelare. 
Stockard Channing är bland annat känd för att ha spelat rollen som Betty Rizzo i Grease (1978) samt som presidenthustrun Abbey Bartlet i TV-serien Vita huset (1999–2006). År 1994 nominerades hon till en Oscar i kategorin Bästa kvinnliga huvudroll för sin roll som Ouisa i Ett oväntat besök (1993). Hon har även nominerats till tre Golden Globes och 13 Emmy Awards varav hon vunnit två, år 2002 för sina roller i Vita huset och i TV-filmen The Matthew Shepard Story.

## Filmografi i urval
- 1971 – Kliniken (ej krediterad)
- 1972 – Sväva i de' blå (ej krediterad)
- 1972–1988 – Sesam (TV-serie) (åtta avsnitt)
- 1973 – The Girl Most Likely to... (TV-film)
- 1975 – Tango för tre
- 1976 – Bussen som blev galen
- 1978 – Snacka om deckare, alltså!
- 1978 – Grease
- 1979 – Stockard Channing in Just Friends (TV-serie) (13 avsnitt)
- 1980 – The Stockard Channing Show (TV-serie) (13 avsnitt)
- 1983 – Inga spår efter Alex
- 1986 – I lust och nöd
- 1990 – Meet the Applegates
- 1992 – Bitter Moon (ej krediterad)
- 1993 – Ett oväntat besök
- 1995 – Smoke
- 1995 – High Heels
- 1996 – Tid att älska
- 1996 – Moll Flanders
- 1996 – Före detta fruars klubb
- 1998 – Twilight
- 1998 – Lulu on the Bridge (röst, ej krediterad)
- 1998 – Magiska systrar
- 1999–2000 – Batman Beyond (TV-serie) (röst, nio avsnitt)
- 1999–2006 – Vita huset (TV-serie) (70 avsnitt)
- 2000 – Isn't She Great
- 2000 – Där mitt hjärta finns
- 2000 – The Truth About Jane (TV-film)
- 2001 – The Business of Strangers
- 2002 – The Matthew Shepard Story (TV-film)
- 2002 – Life or Something Like It
- 2003 – Behind the Red Door
- 2003 – Bright Young Things
- 2003 – Hitler - Ondskans natur (TV-miniserie)
- 2003 – Skilsmässa på franska
- 2003 – Anything Else
- 2005 – Matte söker husse
- 2005 – 3 Needles
- 2005–2006 – Out of Practice (TV-serie) (21 avsnitt)
- 2010 – Sundays at Tiffany's (TV-film)
- 2012–2016 – The Good Wife (TV-serie) (12 avsnitt)
- 2013 – Pulling Strings